# A rovarok látása

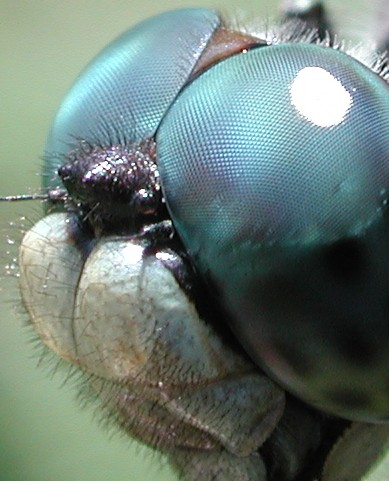
A szitakötő összetett szeme közelről

A rovarok látásának tanulmányozása során vetődött fel a kérdés, mennyiben különbözik látásuk az ember látásától. Mivel életkörülményeik rendkívüli változatosságot mutatnak; vagyis míg egyes rovarok csak nappal, addig mások inkább éjszaka aktívak, és a legkülönbözőbb helyeken: a sivatagoktól a gleccserekig fordulnak elő, sőt létezik olyan faj is, mint például a poszméh, amely szinte mindenütt előfordul, így Grönlandon, az Amazonasi őserdőkben és a Himalája hegyeiben is fellelhető, látásuk is változatosan alakult.

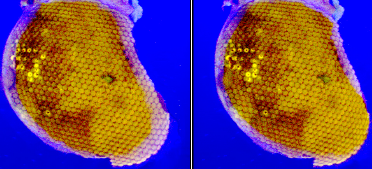
A muslica háromszögrácsba rendeződött szeme közelről

A rovarok úgynevezett mozaiklátással látnak. Látási szervük az összetett szem, amely sok apró szemből áll.  
A mozaiklátás, olyan látás, amely által a rovar egy szemével (egy apró szemmel) csak egy részét látja az elé táruló képnek.

## Összetett szem
A rovarok összetett szemének felépítése alapjaiban különbözik a gerincesek szemének felépítésétől mint morfológiájában, mind funkcionalitásában, mivel az összetett szem háromszögrácsba rendeződött alapelemekből, ommatidiumokból áll.
A szem felületén, az ommatidium felső részén helyezkedik el a cornea - ami az ember szemlencséjéhez hasonlóan - lencseként fókuszálja a fényt. Ez alatt egy átlátszó kristályos rész, a pseudocone helyezkedik el.
Az ezeken áthaladó fény, miután némi fénytörést szenvedett, keresztülhalad az ommatidium tengelyén, ahol a fotoreceptorok találhatók. Itt összesen nyolc hosszúkás szerkezet helyezkedik el, ezek a rhabdomerek, amelyek a beérkező fényt detektálják. E rhabdomer szálak átmérője 0,5 μm, de az éjszaka aktív rovaroknál ez a vastagság lehet nagyobb is. Belsejük szerkezete is érdekes; itt az ommatida tengelyére merőleges irányba rendeződött méhsejt szerű hatszög rácsú elektronsűrű terület található, mely úgy 120 Å és 250 Å rácstávolságú.
Ez a nm alatti szerkezet a polarizált fény érzékelésében játszhat szerepet, mivel a legtöbb rovar a fény polarizációját is képes érzékelni. Mindegyik rhabdomerhez kapcsolódik egy‐egy retinulasejt is, melynek az ingerületek továbbítása a feladata az idegsejtek felé.
Az ommatidiumokat pigment- és merevítő sejtek választják el egymástól.A pigmentsejtek feladata az, hogy a fény ne szóródjon át egyikből a másikba.

## Pontszem
A rovarok őseinek az összetett szemek mellett három pontszeme is volt, és ezek számos taxonban máig fennmaradtak (másokban visszafejlődtek). Vannak az ízeltlábúaknak olyan csoportjai, amelyekben egyes alakok (mint például a hangyák hímjei és ivaros nőstényei) megőrizték pontszemeiket, míg más alakokban (a hangyák dolgozóiban) azok visszafejlődtek.
A pontszemek a fejtetőn foglalnak helyet és kifelé néznek. Fő funkciójuk a fény- és ezzel mozgásérzékelés. Sajátosságuk, hogy érzékelik a fény polarizálódásának síkját, és ennél fogva akkor is képesek magukat a naphoz tájolni, ha azt a felhők eltakarják.

## Rovarok látásmódja
Az összetett szem felbontása körülbelül századrésze az emberi szem felbontásának. Ha az összetett szem hasonló felbontású lenne mint az emberi szem, ugyanakkora lencsékből kellene állnia, tehát vagy 6 m sugarú lenne. 

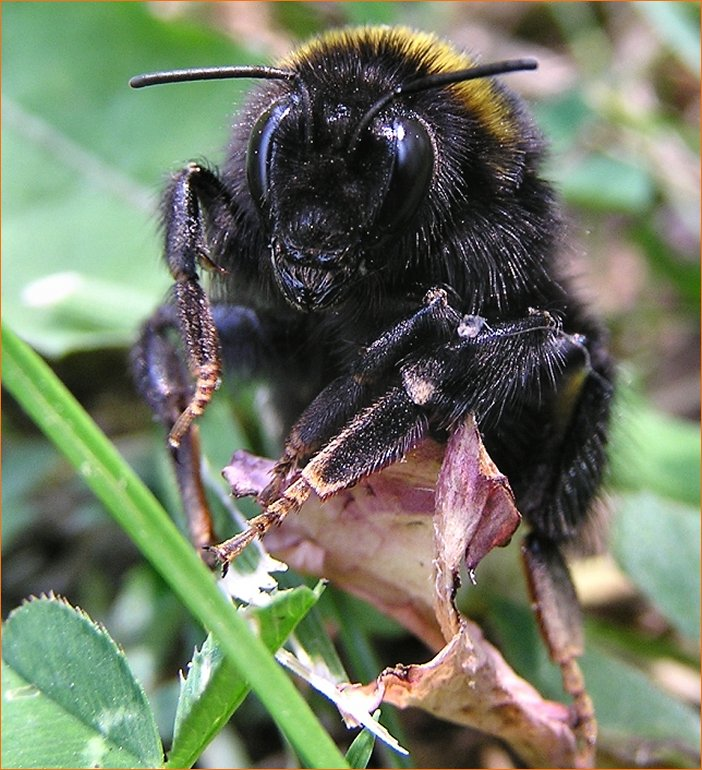
A poszméh szeme

Ugyancsak fontos kérdés a szem érzékenysége, vagyis, hogy milyen sötétben képes működni, illetve mennyi fotont képes észlelni egy egységnyi idő alatt. A látás minőségét ugyanakkor alapvetően meghatározza a felbontás is. A rovarok összetett szeme egy-egy speciális életkörülményhez adaptálódott.
Látásmódjuk sokszínűsége sokszor az ökológia és az életmódjuk közötti különbségekből adódik. Egy egyedben található spektrális receptorok száma elérheti akár a hatot is, de a szem bizonyos részein egyetlen receptor is lehet. Az általuk látható tartomány igen keskeny (300‐480 nm) is lehet.
A legszélesebb, amit az állatokon valaha megfigyeltek, 300‐700 nm. Összehasonlításképpen, az ember a 420‐680 nm-es tartományt látja. De egy-egy fajon belül a szem különböző helyein található receptorok spektrális érzékenysége is sokféle lehet.
A rovarok nagy részénél találhatók zöld és UV-receptorok, bár léteznek csak ezt a két receptort használó fajok, de a kék receptorok szintén nagyon elterjedtek, míg a piros receptorok nagyrészt csak a lepkékben találhatóak.